# GAZ-61-417
GAZ 61-417 și 416 erau camioane ușoare off-road produse de GAZ în perioada 1941-1946, concepute special pentru Armata Roșie. Vehiculul a fost proiectat pentru cel de-al doilea război mondial și se baza pe șasiul pick-up-ului GAZ-M415. Aproximativ 503 de unități ale camionului au fost produse între 1941 și 1946. Producția vehiculului a continuat chiar și după război, dar numai pentru un an când a fost întreruptă, deoarece a fost înlocuit de GAZ-64 care se baza și pe GAZ-M1. Unele dintre aceste vehicule au fost exportate și în România și Grecia în timpul războiului.